# Edwin Ray Lankester
Edwin Ray Lankester est un zoologiste britannique, né le 15 mai 1847 à Londres et mort le 15 août 1929 dans cette même ville.

## Biographie
Son père est le médecin et naturaliste Edwin Lankester (1814-1874). Il commence ses études à Downing College de Cambridge de 1864 à 1866 puis au Christ Church d’Oxford de 1866 à 1868. Il obtient, à Oxford et successivement, son Master of Arts, son Doctor of Laws et son Doctor of Science.
En 1872, il devient maître-assistant au collège d'Exeter, puis enseigne la zoologie et l’anatomie comparée à l’University College de Londres de 1874 à 1890. Il est nommé professeur à l'université d'Édimbourg en 1882, titulaire de la chaire Linacre d'anatomie comparée à Oxford de 1891 à 1898. Il dirige, de 1898 à 1907 le département d’histoire naturelle du British Museum.
Parmi les honneurs qu’il reçoit, on peut citer la médaille royale et la médaille Copley en 1913 par la Royal Society en 1885, la médaille d’argent Darwin-Wallace en 1908 et la médaille linnéenne en 1920 par la Société linnéenne de Londres. Il est anobli en 1907.
Il devient membre de la Royal Society en 1875 et son vice-président de 1882 à 1896. Il participe à la création de la Marine Biological Association en 1884 et la dirige en 1892. Il est également membre de très nombreuses autres sociétés savantes, tant britanniques d’étrangères. Il reçoit la médaille linnéenne en 1920.
Lankester est l’éditeur de la revue Quarterly Journal of Microscopical Science (à partir de 1860), du Treatise on Zoology (1900-1909) et participe à l’édition des mémoires de Thomas Henry Huxley (1825-1895).
Lankester est l’auteur de travaux sur les protozoaires parasites, l’embryologie des mollusques ainsi qu’en anatomie comparée. Il est l’inventeur du terme de pronéphros.
L'IPNI lui attribue une abréviation en botanique pour des travaux en phycologie.